# 友田町 (青梅市)
友田町（ともだまち）とは、東京都青梅市にある地名。現行行政地名は友田町一丁目から友田町五丁目。郵便番号は198-0051。

## 概要
市域南東部に位置する。「友田」交差点より多摩川橋を渡ると羽村市、南下するとあきる野市へ通じる。中央部を首都圏中央連絡自動車道が縦断する。

## 地理
北部は多摩川に面している。南部は山地になっている。

## 歴史
「調布村の歴史」も参照。
- 1889年（明治22年）4月1日 - 町村制施行により、下長淵村、上長淵村、駒木野村、友田村、千ヶ瀬村、河辺村が合併し神奈川県西多摩郡調布村が成立する。友田村は大字友田となる。
- 1893年（明治26年）4月1日 - 西多摩郡が南多摩郡、北多摩郡とともに東京府へ編入する。
- 1943年（昭和18年）7月1日 - 東京都制施行。
- 1951年（昭和26年）4月1日 - 青梅町、霞村との合併により青梅市が発足。調布村は消滅。大字友田は調布地区に属する。
- 1968年（昭和43年）8月 - 長淵地区に新町区域指定、町名変更実施。大字友田は友田町一丁目から友田町五丁目に変更[6]。

## 世帯数と人口
2021年（令和3年）3月1日現在の世帯数と人口は以下の通りである。
| 町丁         | 世帯数    | 人口    |
| ------------ | --------- | ------- |
| 友田町一丁目 | 310世帯   | 624人   |
| 友田町二丁目 | 324世帯   | 590人   |
| 友田町三丁目 | 342世帯   | 743人   |
| 友田町四丁目 | 310世帯   | 724人   |
| 友田町五丁目 | 320世帯   | 702人   |
| 計           | 1,606世帯 | 3,383人 |

## 小・中学校の学区
市立小・中学校に通う場合、学区は以下の通りとなる。
| 町名 | 小学校             | 中学校             |
| ---- | ------------------ | ------------------ |
| 全域 | 青梅市立友田小学校 | 青梅市立第二中学校 |

## 施設など
全域
- 青梅市消防団分団[8]
  - 第二分団 - 長淵・河辺地区

友田町一丁目
- 大荷田川
- 青梅リバーサイドパーク
- 大多摩観光グラウンド
- 友田町一丁目児童遊園
- 友田八雲神社

友田町二丁目
- 青梅警察署友田駐在所
- 中丸台児童遊園

友田町四丁目
- 友田保育園
- 友田稲荷神社
- 花蔵院

友田町五丁目
- 友田レクリエーション広場
- 金丘公園
- 青梅市立友田小学校
- オザム本社・友田店
- ウェルパーク青梅友田店
- 友田御嶽神社
- 愛宕神社
- 稲荷社

## 交通
- 国道411号（吉野街道）
- 東京都道249号福生青梅線

西東京バスのバス路線があり、JR青梅線・河辺駅、小作駅、五日市線・秋川駅へのアクセスも容易である。